# ساره غراهام (كرة سلة)
ساره غراهام (بالإنجليزية: Sarah Graham)‏ مواليد 22 أغسطس 1989 في بريزبان، هي لاعبة كرة سلة أسترالية. بدأت مسيرتها الاحترافية في سنة 2007. وتحمل الرقم 44. حققت المركز الثالث في الألعاب الجامعية الصيفية 2009.

## الميداليات
| الميدالية | المسابقة                      |
| --------- | ----------------------------- |
| برونزية   | الألعاب الجامعية الصيفية 2009 |
| برونزية   | الألعاب الجامعية الصيفية 2011 |

## روابط خارجية
- ساره غراهام على موقع كرة السلة الأوروبية.كوم (الإنجليزية)